# 唐广才
唐广才（1929年—），河北沽源人，中国人民解放军将领、中国人民解放军中将。
1988年，授予中国人民解放军中将，曾任新疆军区政治委员、兰州军区副政治委员。